# Постума, Йост
Йост Постума (нидерл. Joost Posthuma, род. 8 марта 1981 года в Хенгело, Нидерланды) — бывший нидерландский профессиональный шоссейный велогонщик.

## Достижения
2002
1-й Тур Льейды
1-й Этап 2
2003
1-й  Тур Олимпии
1-й  Тур Тюрингии
1-й Пролог (КГ) & Этап 5
1-й Пролог Тур Нормандии
Чемпионат Нидерландов
3-й  Индивидуальная гонка U23
2004
1-й  Круг Мина
1-й Этап 8
1-й Этап 3 Тур Ла-Манша
2-й Тур Нормандии
Чемпионат Нидерландов
2-й  Индивидуальная гонка
2005
1-й Гран-при Ефа Схеренса
1-й Этап 6 Париж — Ницца
2006
1-й Круг Маастрихта
6-й Энеко Тур
Чемпионат Нидерландов
3-й  Индивидуальная гонка
2007
1-й  Тур Саксонии
1-й Этап 4 (ИГ)
2-й Три дня Де-Панне
2008
1-й  Три дня Де-Панне
1-й Этап 3b (ИГ)
1-й  Тур Люксембурга
Чемпионат Нидерландов
2-й  Индивидуальная гонка
2009
1-й  Вуэльта Андалусии
2-й Три дня Де-Панне
2010
9-й Тур Австрии
1-й Этап 7 (ИГ)
2011
9-й Тур Британии
2012
8-й Тур Баварии

## Статистика выступлений

### Гранд-туры
| Гонка           | 2004 | 2005 | 2006 | 2007 | 2008 | 2009 | 2010 | 2011 |
| --------------- | ---- | ---- | ---- | ---- | ---- | ---- | ---- | ---- |
| Джиро д'Италия  | —    | —    | —    | —    | —    | —    | —    | —    |
| Тур де Франс    | —    | 83   | 85   | —    | 69   | 73   | —    | 108  |
| Вуэльта Испании | 92   | —    | —    | 55   | —    | —    | —    | —    |

| — | Не участвовал |